# Irma Rantavaara

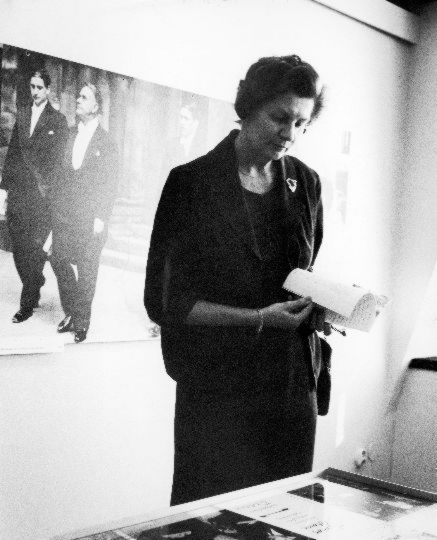
Irma Rantavaara (1965).

Irma Irene Rantavaara, född 4 maj 1908 i Hinnerjoki, död 21 juni 1979 i Helsingfors, var en finländsk litteraturvetare. 
Rantavaara blev filosofie doktor 1945 på en avhandling om Charles Dickens och bedrev under många år fortsatt forskning om honom. Hon var lärare i engelska språket vid Helsingfors finska handelshögskola 1942–1963 och professor i estetik och modern litteratur vid Helsingfors universitet 1963–1972. Under senare år bedrev hon forskning om Virginia Woolfs och Robert Musils författarskap samt skrev en biografi över Yrjö Hirn.

## Utmärkelser
- Förtjänstmedaljen för befolkningsskyddsarbete av 2. klass,  1940[1]
- Riddartecknet av I klass av Finlands Vita Ros’ orden,  1953[1]
- Kommendörstecknet av Finlands Lejons orden,  1971[1]
- Minnesmedalj för deltagande i 1941-1945 års krig[1]
- Vinterkrigets minnesmedalj[1]

[Redigera Wikidata]